# Black (Lita Ford)
Black è il sesto album di Lita Ford, pubblicato nel 1995 per l'Etichetta discografica ZYX Records.

## Tracce
1. Black Widow (Ehmig, Ford) 5:07
2. Fall (Carter, Dennison, Ford, Holiday) 5:18
3. Lover Man (Ehmig, Ford) 5:55
4. Killin' Kind (Ehmig, Ford, Rhodes) 4:29
5. Hammerhead (Ehmig, Ford) 4:37
6. Boilin' Point (Ehmig, Ford) 3:51
7. Where Will I Find My Heart Tonight (Ehmig, Ford) 4:17
8. War of the Angels (Ehmig, Ford) 4:46
9. Joe (Carter, Dennison, Ford, Holiday) 5:40
10. White Lightnin' (Ehmig, Ford) 3:58
11. Smokin' Toads [strumentale] (Ford) 4:13
12. Spider Monkey (Ehmig, Ford) 6:51

## Lineup
- Lita Ford - Voce, Chitarra
- Larry Dennison - Basso
- Rodger Carter - Batteria, Percussioni

### Altri musicisti
- Steve Reid - Percussioni
- Bruce Robb - Hammond B-3
- Jimmy Z - Armonica
- Jim Gillette - Cori
- Michael Dan Ehmig - Cori
- Pork Chop - Cori
- Dave King - Cori
- Jeff Scott Soto - Cori
- Billy Dicicco - Cori